# 보물성
《보물성》(영어: Treasure Planet)는 월트 디즈니 애니메이션 스튜디오이 제작한 2002년 미국 애니메이션이다. 로버트 루이스 스티븐슨의 소설 《보물섬》을 바탕으로 제작되었다.
애니메이션에 디즈니 작품 최초로 디지털 기술을 사용하였다.

## 목소리 출연
- 조셉 고든 레빗 (Joseph Gordon-Levitt) - 짐 호킨스
- 브라이언 머레이 (Brian Murray) - 존 실버
- 엠마 톰슨 (Emma Thompson) - 아멜리아 선장
- 데이비드 하이드 피어스 (David Hyde Pierce) - 도플러 박사
- 마틴 쇼트 (Martin Short) - 벤
- 데인 A. 데이비스 (Dane A. Davis) - 모프
- 마이클 윈코트 (Michael Wincott) - 스크룹
- 로리 메트칼프 (Laurie Metcalf) - 사라
- 패트릭 맥구핸 (Patrick McGoohan) - 빌리 본즈
- 로스코 리 브라운 (Roscoe Lee Browne) - 미스터 애로우
- 코리 버튼 (Corey Burton) - 오너스
- 오스틴 메이저스 (Austin Majors) - 어린 짐

## 우리말 더빙
- 짐 호킨스 - 장근석
- 존 실버 - 김진태
- 아멜리아 선장 - 함수정
- 도플러 박사 - 장광
- 벤 - 장승길
- 미스터 애로우 - 한상덕
- 사라 - 윤소라
- 빌리 본즈, 헤들리, 토랜스 - 이봉준
- 기타출연 - 서문석, 최재익, 정승욱, 이진화